# Natz-Schabs
Natz-Schabs är en ort och kommun i provinsen Sydtyrolen i regionen Trentino-Sydtyrolen i Italien. Kommunen hade 3 230 invånare (2018).